# Balance (Armin van Buuren)
Balance è il settimo album del DJ trance olandese Armin van Buuren, pubblicato il 25 ottobre 2019.